# Дубровський Володимир Васильович (науковець)
Володимир Васильович Дубровський (нар. 2 липня 1931, Харків. Помер 22 травня 2018.) — український науковець і організатор науки в галузі систем автоматизації газової промисловості. Кандидат технічних наук, професор, академік Інженерної й Нафтогазової академій України. Член редколегій галузевих наукових журналів.

## Біографія
В. В. Дубровський народився 2 липня 1931 р. у м. Харкові у сім'ї службовців. У 1957 р. закінчив Харківський інститут інженерів залізничного транспорту, а в 1962 р. — Всесоюзний заочний інститут транспорту. Трудову діяльність розпочав із посади інженера на Горьківському автомобільному заводі, з 1959 р. — на проектній роботі в інституті «Тяжпромавтоматика», де виріс до керівника відділу автоматизованих систем керування (АСК) підприємствами.
З 1971 р. В. В. Дубровський — заступник директора з наукової роботи інституту УкрНДІгаз.
У 1971 р. В. В. Дубровського призначено директором харківської філії СКБ «Газприборавтоматика», новоствореного на базі проектно-конструкорського відділу та обчислювального центру інституту УкрНДІгаз. Це була перша структура, покликана розробляти й поставляти засоби й проекти автоматизації на службу газовиків.
Під керівництвом В. В. Дубровського було розпочато роботи зі створення серії нових приладів і систем керування для компресорних станцій магістральних газопроводів АСК для об'єднань «Укргазпром», «Ухтатрансгаз», «Тюменьтрансгаз» та інших підприємств галузі.
Філіал СКБ «Газприборавтоматика» у 1973 р. реорганізовано в Український філіал інституту «ВНІПІАСУГАЗПРОМ» (м. Москва), головного інституту в галузі з розроблення систем керування, а з 1979 р. на базі СКБ створено науково-дослідний і проектно-конструкторський інститут автоматизованих систем управління транспортом газу. «НДПІАСУтрансгаз».
Під керівництвом та за безпосередньої участі В. В. Дубровського інститут розробив та впровадив на підприємствах галузі понад 750 комплектів систем агрегатної автоматики, 300 систем централізованого контролю і керування («Кварц», «Спринт» та ін.), 150 типів засобів вимірювання різноманітних параметрів під час буріння, видобування та транспортування газу, телемеханізував тисячі кілометрів магістральних газопроводів. Розроблено десятки комплексних проектів АСК для газотранспортних та газовидобувних підприємств України, інформаційно взаємоув'язані комплекси унікальної програмної продукції для вирішення технологічних, інженерних та економічних завдань у різних функційних підсистемах.

## Відзнаки
За плідну наукову діяльність В. В. Дубровського нагороджено орденами «Знак пошани», «Трудового Червоного Прапора» та вісьмома медалями. Йому присвоєно високі звання «Заслужений працівник промисловості України», «Заслужений працівник „Укргазпрому“» та ін. Він має також Почесну грамоту Кабінету Міністрів України.

## Праці
В. В. Дубровський — автор та співавтор 42 винаходів, 22 монографій, спеціалізованих довідників в галузі автоматизації, 400 наукових статей та оглядів.

### Монографії
1. Дубровский В. В. и др. АСУ технологическими процессами в газовой промышленности. Моделирование и машинная имитация. (В. В. Дубровский. В. Б. Шифрин). Изд. «Техника», Киев, 1977, 78 стр.
2. Дубровский В. В. и др. Автоматизация добычи и подготовки природного газа. (В. В. Дубровский, В. Т. Градюк, В. Б. Шифрин). Изд. «Техника», Киев, 1979, 143 стр.
3. Дубровский В. В. и др. Потокораспределение в инженерных сетях. (В. В. Дубровский, А. Г. Евдокимов, A. Д. Тевяшев). Стройиздат, Москва, 1979, 197 стр.
4. Дубровский В. В. и др. Справочник по автоматизации производственных процессов в газовой промышленности. (В. В. Дубровский, В. П. Максимов, B. Б. Шифрин). Изд. «Техника», Киев, 1980, 168 стр.
5. Дубровский В. В. и др. АСУ ТП. Предпроектная разработка алгоритмов управления. (В. В. Дубровский, В. И. Скурихин, В. Б. Шифрин). Изд. «Наукова думка», Киев, 1980, 296 стр.
6. Дубровский В. В. и др. АСУ ТП. Автоматизация проектирования комплекса устройств автоматики. (В. В. Дубровский, В. И. Скурихин, В. Б. Шифрин). Изд. «Наукова думка», Киев, 1981, 284 стр.
7. Дубровский В. В. и др. Математическое моделирование. (В. В. Дубровский, В. И. Скурихин, В. Б. Шифрин). Изд. «Техника», Киев, 1983, 270 стр.
8. Дубровский В. В. и др. Правила эксплуатации и безопасности обслуживания средств автоматизации, телемеханизации и вычислительной техники в газовой промышленности. (В. В. Дубровский, А. И. Яценко, Ю. Н. Кулик, Г. З. Разладов, А. А. Оксман, А. Н. Бальзамов). Изд. «Недра», Москва, 1987, 143 стр.
9. Дубровский В. В. и др. Надежность систем управления транспортом газа. (В. В. Дубровский, О. М. Дерфель, Э. А. Курбатов, В. А. Гончарук). Межиздательская серия «Надежность и качество». Изд. «Недра», Москва, 1984, 168 стр.
10. Дубровский В. В. и др. Правила технической эксплуатации магистральных газопроводов. (В. В. Дубровский, З. Т. Галлиулин, Ю. Н. Васильев, Г. М. Одишария, Г. З. Разладов). Изд. «Недра», Москва, 1988, 94 стр.
11. Дубровский В. В. и др. Справочник по автоматизации технологических процессов в газовой промышленности. (В. В. Дубровский, А. Д. Седых, М. М. Майоров, А. И. Яценко, Ю. В. Назаревский, М. Д. Гинзбург, Ю. Н. Кулик, А.Д Оксман, А. В. Павловский, Г. З. Разладов, С. Ф. Рыбченко, А. А. Сорокин, В. Б. Шифрин). Изд. «Недра», Москва, 1988, 376 стр.
12. Дубровский В.В, и др. Математическое моделирование технологических объектов магистрального транспорта газа. (В. В. Дубровский, И. М. Константинова, А. В. Дубинский, В. Е. Фридман, Б. И. Сиперштейн). Изд. «Недра», Москва, 1988, 100 стр.
13. Дубровский В. В. и др. Моделирование и оптимизация потокораспределения в инженерных сетях. (В. В. Дубровский, А. Г. Евдокимов, А. Д. Тевяшев). Стройиздат, Москва, 1990, 610 стр.
14. Дубровский В. В. и др. АСУ ТП. Теория и технология автоматизированного проектирования. (В. В. Дубровский, В. И. Скурихин, В. Б. Шифрин, Н. Г. Бизюк). Изд. «Наукова думка», Киев, 1988, 456 стр.
15. Дубровский В. В. и др. Автоматизированные системы управления технологическими процессами дальнего транспорта газа. Методология разработки и проектирования. Депонирована в ВНИИЭгазпроме. Москва, 1986, 406 стр.
16. Дубровский В. В. и др. Основы и технология автоматизированного проектирования комплекса средств автоматики и телемеханики объектов транспорта газа. (В. В. Дубровский, М. Д. Гинзбург). Депонирована в ВНИИЭгазпром, Москва, 1987, 201 стр.
17. Дубровский В. В. и др. САПР автоматики и телемеханики трубопроводных систем. (В. В. Дубровский, М. Д. Гинзбург). Изд. «Основа», Харьков, 1991, 189 стр.
18. Дубровский В. В. и др. Временные указания по технической эксплуатации средств автоматизации, телемеханизации и вычислительной техники. (В. В. Дубровский, А. В. Александров, М. М. Майоров, В. А. Гончарук, Э. А. Курбатов, И. У. Дернер, П. А. Феофилов, В. П. Демидова, P.M. Айзенштейн). Изд. «Основа», Харьков, 335 стр.
19. Дубровский В. В. и др. Толковый словарь — справочник по автоматизации, телемеханизации и использованию вычислительной техники для работников газовой промышленности. (В. В. Дубровский, М. Д. Гинзбург, В. О. Добрыдень, З. П. Осинчук, Б. И. Педько, Н. В. Чернец, Н. И. Азимова, И. А. Требулева, И. М. Корниловская, С. Д. Левина, О. И. Сычева, Т. С. Лебидинец). Изд. «ЦЕБОТнефтегаз», Харьков, 1997, 536 стр.
20. Дубровский В. В. и др. Правила безопасности при эксплуатации средств и систем автоматизации и управления в газовой промышленности. (В. В. Дубровский, П. В. Куцин, А. Н. Янович, Р. Х. Арифулин, И. С. Никоненко, Г. З. Разладов, Е. М. Морозов, М. Н. Девин, В. В. Соловьев, В. А. Просол). Изд. «Облполиграфиздат-типография № 16», Харьков, 1990, 61 стр.
21. Дубровский В. В. и др. По пути прогресса. История развития автоматизации газовой промышленности. (И. С. Никоненко, Ю. Б. Шуфчук, М. М. Майоров, В. В. Дубровский, В. Н. Зенкин, В. Л. Швабский, Э. М. Тэрк, Р. И. Гусева, B.C. Маелов, Л.A. Дмитриева). Изд. «Недра», Москва, 2000, 180 стр.

## Літературні твори
В. В. Дубровський — автор дев'яти збірок поезій, опублікованих у різні роки в Харкові, також одна збірка вийшла друком у Москві:
- «Лирические размышления». Стихи. Литературно-художественное издание, Харьков, издательство «Прапор», 1990;
- «Второе дыхание». Книга стихов. Литературно-художественное издание, Харьков, МП «Издатель», 1992;
- «Страницы жизни». Стихи. Литературно-художественное издание, Харьков, издательство «Основа», 1993;
- «Перекрёстки». Стихи. Литературно-художественное издание, Москва, издательство «Хармос», 1995;
- «Встречи в пути». Стихи. Литературно-художественное издание, Харьков, МЧИ «Кентавр», 1997;
- «Ритмы времени». Сборник стихов. Литературно-художественное издание, Харьков, издательство ЗАО «Харьковская типография № 16» 1999;
- «Мозаика мгновений». Сборник стихов. Литературно-художественное издание, Харьков, издательство ЗАО «Харьковская типография № 16», 2003;
- «Время не остановить». Сборник стихов. Литературно-художественное издание, Харьков, издательство ЗАО «Харьковская типография № 16», 2005;
- «Колокола души». Сборник стихов. Литературно-художественное издание, Харьков, издательство ЗАО «Харьковская типография № 16», 2008.